# Bourse Direct
Bourse Direct est une société de courtage en ligne française agréée par le CECEI (Comité des Etablissement de Crédit et des Entreprises d’Investissement) et cotée à la Bourse de Paris. 
Elle est l'une filiale de Viel & Cie, professionnel de l'intermédiation de produits financiers et non financiers.

## Historique
La société Bourse direct est créée en 1996. Son activité s'organise autour de deux métiers : le courtage en ligne et la prestation de services de back-office et d’exécution automatisés à destination d’établissements financiers. 
En novembre 1999, Bourse Direct s’introduit en bourse sur le Nouveau Marché de la Bourse de Paris.  
Une soixantaine de courtiers en ligne proposent alors leurs services en France mais l'éclatement de la bulle internet et ses conséquences dans les premières années 2000 ont eu raison d'un grand nombre de ces sociétés. Fin 2004, il reste une dizaine de courtiers en ligne avec Cortal Consors (BNP Paribas), Boursorama (Société générale) et Fortuneo (Pro Capital) en tête détenant environ 70% des parts de marché. Bourse Direct étant dans les sociétés suivantes avec Symphonis (Crédit mutuel), et Sicavonline. 
En juin 2004, Bourse Direct se rapproche de la société Capitol, courtier en ligne de la société Viel et Compagnie. Le nouvel ensemble conserve le nom de Bourse Direct. Les années suivantes sont marquées par des acquisitions : acquisition de la marque ABS en 2005, acquisition de la marque Wargny.com en 2006 et acquisition de la marque Dubus en 2013,.

## Sanction financière AMF
En 2014, la société Bourse Direct est condamnée à une amende de 250 000 euros par la Commission de régulation de l'Autorité des marchés financiers (AMF) pour ne pas avoir décelé et déclaré une manipulation de cours d'un de ses clients.

## Produits
- Compte titres, PEA et PEA-PME
- Assurance vie
- OPCVM et produits de bourse
- Une application mobile de trading éponyme

## Données financières
| M€                      | 2017 | 2016 | 2015 | 2014 |
| ----------------------- | ---- | ---- | ---- | ---- |
| Chiffre d'affaires      | 34,6 | 34,0 | 37,1 | 37,5 |
| Produits d'exploitation | 35,2 | 34,5 | 37,6 | 38,2 |
| Résultat d'exploitation | 3,1  | 3,3  | 3,6  | 5,3  |
| Résultat net            | 3,1  | 2,3  | 2,9  | 3,2  |

## Actionnaires
| Nom                                                                                | Actions    | %      |
| Viel & Cie (via Compagnie Financière Tradition, Suisse)                            | 42 847 678 | 76,6 % |
| SwissLife France (dont Compagnie Financière Tradition est actionnaire minoritaire) | 4 151 205  | 7,42 % |
| Amiral Gestion                                                                     | 3 150 072  | 5,63 % |
| Tocqueville Finance                                                                | 1 800 000  | 3,22 % |
| Bourse Direct (autocontrôle)                                                       | 198 195    | 0,35 % |
| Meeschaert Asset Management                                                        | 170 187    | 0,30 % |
| Dernière mise à jour le 18 avril 2019.                                             |            |        |